# Клас 1984
Клас 1984 (англ. Class of 1984) — канадський бойовик 1982 року.

## Сюжет
У звичайну американську школу прибуває новий учитель Ендрю Норріс. Він стикається з бандою підлітків під керівництвом Пітера Стегмана, що займається в школі розповсюдженням наркотиків та іншим свавіллям. Після декількох спроб приструнити хуліганів, його дружину ґвалтують і викрадають. Ендрю Норріс йде на крайні заходи і вирішує дати відсіч малолітнім негідникам.

## У ролях
| Актор             | Роль              |
| ----------------- | ----------------- |
| Перрі Кінг        | Ендрю Норріс      |
| Меррі Лінн Росс   | Діана Норріс      |
| Тімоті Ван Паттен | Пітер Стегман     |
| Родді Макдавелл   | Террі Корріган    |
| Стефан Арнгрим    | Аптека            |
| Майкл Джей Фокс   | Артур             |
| Кіт Найт          | Бернярд           |
| Ліза Ланглуа      | Петсі             |
| Ніл Кліффорд      | Феллон            |
| Аль Ваксман       | детектив Стевіскі |
| Ерін Ноубл        | Денін             |
| Девід Гарднер     | директор Морганто |
| Стів Перні        | Реджек            |
| Роберт Рис        | Лерой             |
| Джозеф Келлі      | Джиммі            |
| Елва Мей Гувер    | Еллен Корріган    |
| Вінсент Аббатіно  | Вінні Контіно     |
| Еван Грін         | студент Ашер      |
| Лінда Соренсон    | місіс Стегман     |
| Клод Рей          | доктор            |
| Джек Ліа          | поліцейський      |
| Трейсі Кінселла   | Мері              |
| Гелена Квінтон    | Саллі             |